# Doutora Silvana
Silvana Oliveira de Sousa (Fortaleza, 16 de janeiro de 1969) é uma médica, professora e política brasileira. Atualmente, é deputada estadual pelo estado do Ceará, filiada ao Partido Liberal (PL). Atuante na Assembleia Legislativa do Ceará (Alece), Dra. Silvana representa pautas conservadoras, com foco na defesa da família cristã e dos valores tradicionais.

## Biografia
Silvana Oliveira de Sousa, conhecida como Dra. Silvana, nasceu em Fortaleza, Ceará, 16 de janeiro de 1969. É casada com o médico, pastor, ex-vereador de Fortaleza e ex-deputado estadual Jaziel Pereira de Sousa, com quem tem dois filhos, Moacir Oliveira Neto e João Gabriel Sousa.
Formada em Medicina pela Universidade Federal do Ceará (UFC), Dra. Silvana possui especialização em Clínica Médica e Dermatologia pela mesma instituição. Antes de ingressar na política, dedicou sua carreira à medicina, sempre priorizando o atendimento às populações mais carentes e a promoção da saúde pública.
Inspirada pela atuação de seu esposo, Jaziel Pereira, Dra. Silvana entrou para a política com foco na defesa de valores cristãos, da família e da vida. Sua trajetória parlamentar começou em 2010, quando assumiu como deputada estadual suplente pelo PMDB, tendo recebido 32.207 votos. Em 2014, foi eleita deputada estadual pelo Ceará, com 41.449 votos e reeleita em 2018 com 61.244 votos, consolidando-se como uma das principais vozes conservadoras na Assembleia Legislativa do Ceará (ALECE).
Em 2022, Dra. Silvana foi reeleita deputada estadual pelo Partido Liberal (PL) no Ceará, obtendo 83.423 votos. Ela atuou como presidente da Comissão de Meio Ambiente e Desenvolvimento Semiárido, membro da Comissão de Educação e suplente na Comissão de Orçamento, Finanças e Tributação.  Apesar da votação expressiva, o TRE considerou que o PL cometeu fraude à cota de gênero, os deputados estaduais Carmelo Neto e Alcides Fernandes e a deputada e Marta Gonçalves devem ter os diplomas cassados.
Em março de 2024, o Partido Liberal (PL) lançou Dra. Silvana como pré-candidata à Prefeitura de Maracanaú, município da Região Metropolitana de Fortaleza. Nas eleições realizadas em outubro de 2024, ela recebeu 34.279 votos, demonstrando significativa representatividade na região.
Ao longo de sua trajetória, Dra. Silvana participou de diversas comissões legislativas, como as de Defesa Social, Juventude, Seguridade Social e Saúde e Meio Ambiente e Desenvolvimento do Semiárido, destacando-se por sua liderança e compromisso com os temas que defende.
| Ano  | Eleição            | Partido | Candidato a       | Votos  | %      | Resultado  | Ref e Notas                     |
| ---- | ------------------ | ------- | ----------------- | ------ | ------ | ---------- | ------------------------------- |
| 2010 | Estaduais no Ceará | PMDB    | Deputada Estadual | 32.207 | 0,90%  | Suplente   | Chegou a assumir como suplente. |
| 2014 | Estaduais no Ceará | PMDB    | Deputada Estadual | 41.449 | 0,93%  | Eleita     | [ 17 ] [ 18 ]                   |
| 2018 | Estaduais no Ceará | PR      | Deputada Estadual | 61.241 | 1,34%  | Eleita     | [ 19 ] [ 20 ]                   |
| 2022 | Estaduais no Ceará | PL      | Deputada Estadual | 83.423 | 1,64%  | Eleita     | [ 21 ] [ 22 ] [ 23 ]            |
| 2024 | Municipal no Ceará | PL      | Prefeita          | 34.279 | 24,76% | Não eleita | [ 24 ] [ 25 ] [ 26 ]            |